# 長背潛鮃
長背潛鮃為輻鰭魚綱鰈形目鰈亞目牙鮃科的其中一種，為熱帶海水魚，分布於東太平洋厄瓜多海域，棲息深度13-38公尺，體長可達15公分，棲息在底層水域，生活習性不明。